# Gand-Wevelgem 1969
 (novembre 2021).
La 31e édition de Gand-Wevelgem a eu lieu le 16 avril 1969. La course est remportée par le Belge Willy Vekemans (équipe Goldor-Hertekamp-Gerka) qui parcourt les 250 kilomètres en 5 h 46 min 3 s.

## Déroulement de la course
L'Italien Michele Dancelli (Molteni) et le Belge Walter Boucquet (Pull Over Centrale) ont longtemps fait la course en tête mais ils sont repris avant le sommet du Mont Kemmel. Après le Mont Kemmel, quatre hommes dont Rik Van Looy se portent en tête mais, à 16 kilomètres de l'arrivée, un groupe de six coureurs avec Vittorio Adorni et Éric Leman revient sur eux. Peu après, ce sont cinq hommes parmi lesquels Patrick Sercu et les frères De Vlaeminck qui reviennent sur les dix de tête formant ainsi un groupe de quinze coureurs comprenant la plupart des favoris. À moins de 5 kilomètres du terme, Willy Vekemans attaque. Profitant d'une grosse rivalité entre les favoris, il augmente son avance et remporte la course en solitaire.

## Classement final
| Place | Coureur               | Équipe                 | Temps           |
| ----- | --------------------- | ---------------------- | --------------- |
| 1     | Willy Vekemans        | Goldor-Hertekamp-Gerka | 5 h 46 min 03 s |
| 2     | Roger De Vlaeminck    | Flandria-De Clerck     | à 15 s          |
| 3     | Eric De Vlaeminck     | Flandria-De Clerck     | m.t.            |
| 4     | Eric Leman            | Flandria-De Clerck     | m.t.            |
| 5     | Antoine Houbrechts    | Flandria-De Clerck     | m.t.            |
| 6     | Valère Van Sweevelt   | Faema                  | à 25 s          |
| 7     | Harm Ottenbros        | Willem II-Gazelle      | m.t.            |
| 8     | Daniel Van Rijckeghem | Dr. Mann-Grundig       | m.t.            |
| 9     | Patrick Sercu         | Faema                  | m.t.            |
| 10    | Rik Van Looy          | Willem II-Gazelle      | m.t.            |